# Atencahuites
Atencahuites är en ort i Mexiko.   Den ligger i kommunen Tetipac och delstaten Guerrero, i den södra delen av landet, 100 km sydväst om huvudstaden Mexico City. Atencahuites ligger 1 678 meter över havet och antalet invånare är 300.
Terrängen runt Atencahuites är lite bergig. Runt Atencahuites är det ganska tätbefolkat, med 75 invånare per kvadratkilometer. Närmaste större samhälle är Ixtapan de la Sal, 14,7 km norr om Atencahuites. I omgivningarna runt Atencahuites växer huvudsakligen savannskog.